# Kényeztető étel

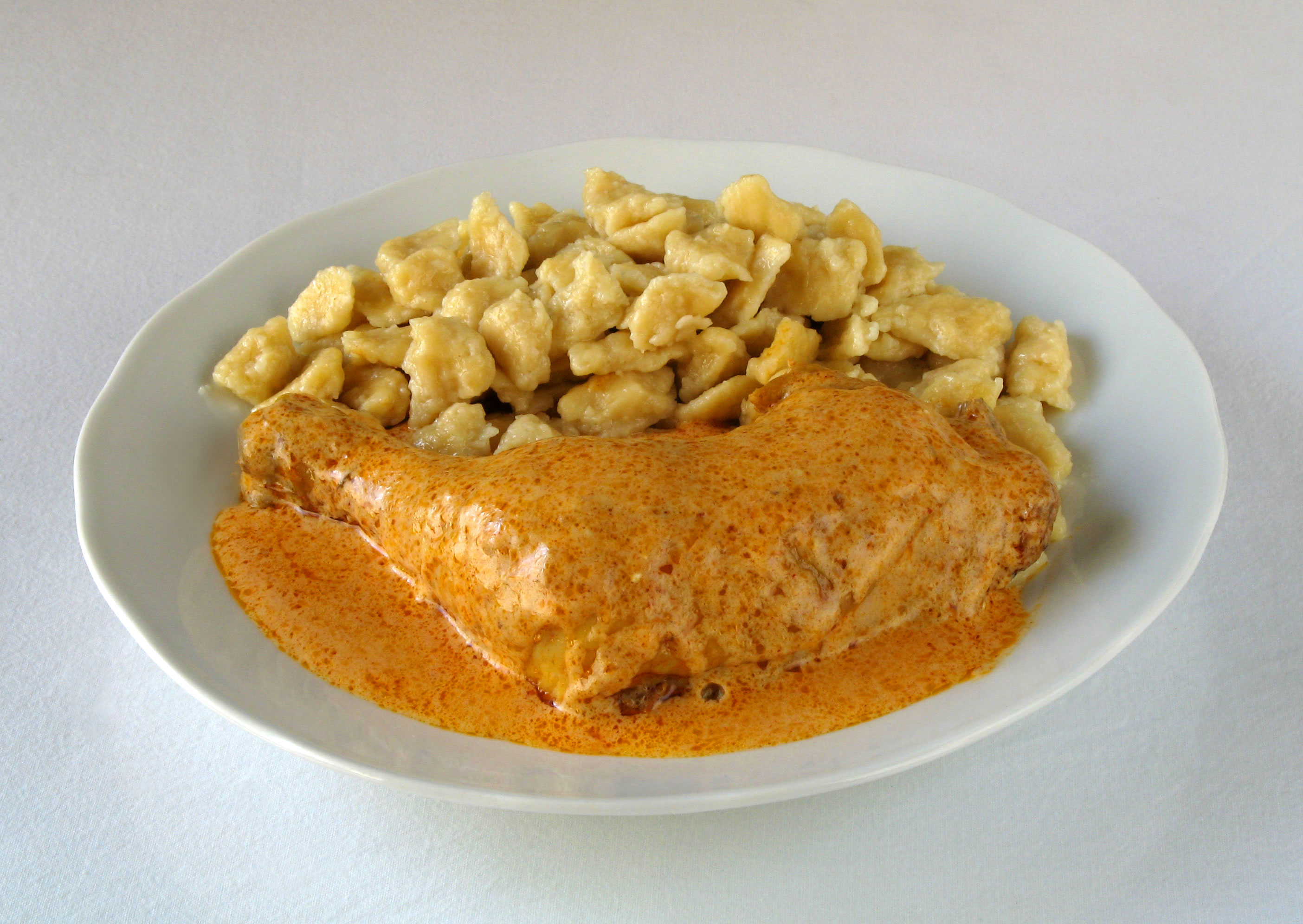
Paprikás csirke nokedlivel

A kényeztető étel (angolul comfort food, más néven komfortétel, lélekmelengető étel, házias/nosztalgikus étel) olyan ételeket jelöl, melyek nosztalgikus vagy érzelmi értéket jelentenek egy egyén számára, sokszor magas kalória- és szénhidráttartalom jellemzi őket, valamint lehetnek gyorsan hozzáférhetők, elkészíthetők, de nem feltétlen kell egészségtelennek lenniük. A nosztalgia lehet specifikusan egy személyé, de akár egy egész kultúráé is.
A Dining Guide leírása szerint „nem csak elégedettséget okoz és pillanatnyi örömöt kínál, mint a nass, hanem mélyen beivódott, kellemes emlékek és érzések tapadnak hozzá”.

## Története
A comfort food kifejezést már 1966-ban használták: a Palm Beach Postban jelent meg, ahol azt írták, „a felnőtt emberek, ha súlyos érzelmi stressznek vannak kitéve, a ’comfort food’-hoz fordulnak; olyan ételekhez, amelyek a gyermekkor biztonságát jelentik, mint például édesanyjuk buggyantott tojása vagy híres csirkelevese.” A JSTOR-nak publikáló April White kutatásai szerint feltehetően Liza Minnelli használta először a kifejezést 1970-ben a mai modern értelmében egy interjú során, ahol bevallotta, hogy nagyon megkívánta a hamburgert.
Amikor a kifejezés először elkezdett terjedni, az újságok Amerikában még idézőjelben használták. Az 1970-es évek Amerikájának kedvenc kényeztető ételei különféle burgonyaételek voltak, valamint a csirkehúsleves, azonban már akkor is egyénenként eltért, hogy ki mit tart ennek. A  következő évtizedekben az amerikai kényeztető étel jellege a sós ételekről az édesekre tevődött át. Elkezdtek terjedni a témában írt szakácskönyvek, és az éttermek is elkezdték felvenni ezeket az ételeket az étlapjukra, miközben korábban a kényeztető étel otthon, egyedül elfogyasztott ételt jelölt. Az 1990-es években kezdődött világméretű diétatrendek, mint az alacsony zsírtartalmú ételek vagy a szénhidrátcsökkentett ételek divatja sem tudta háttérbe szorítani az efféle ételek iránti vágyat. White szerint a világot 2020-tól sújtó Covid19-pandémia ideje alatt tovább erősödött az emberekben a vágy a kényeztető étel iránt, mely nosztalgiát és a kötődés érzését váltja ki.

## Világszerte

### Afganisztán
- bóláni – töltött lepény[10]

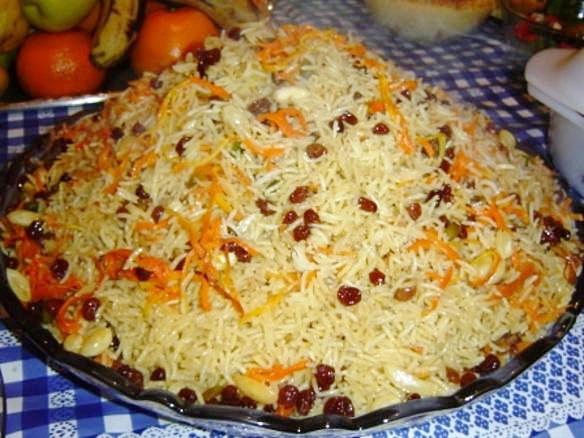
Kábuli pulau

- boráni kadu – sós-édes párolt sütőtök joghurtos szósszal[11]
- kábuli pulau – párolt rizs mazsolával, sárgarépával és bárányhússal[11]
- kebab[10]
- korma-je gust – dinsztelt húsétel[12]
- mantu – hússal töltött tésztaféle[10][12]
- naan – lepénykenyér[11]
- sir berendzs – rizspuding[13]

### Amerikai Egyesült Államok

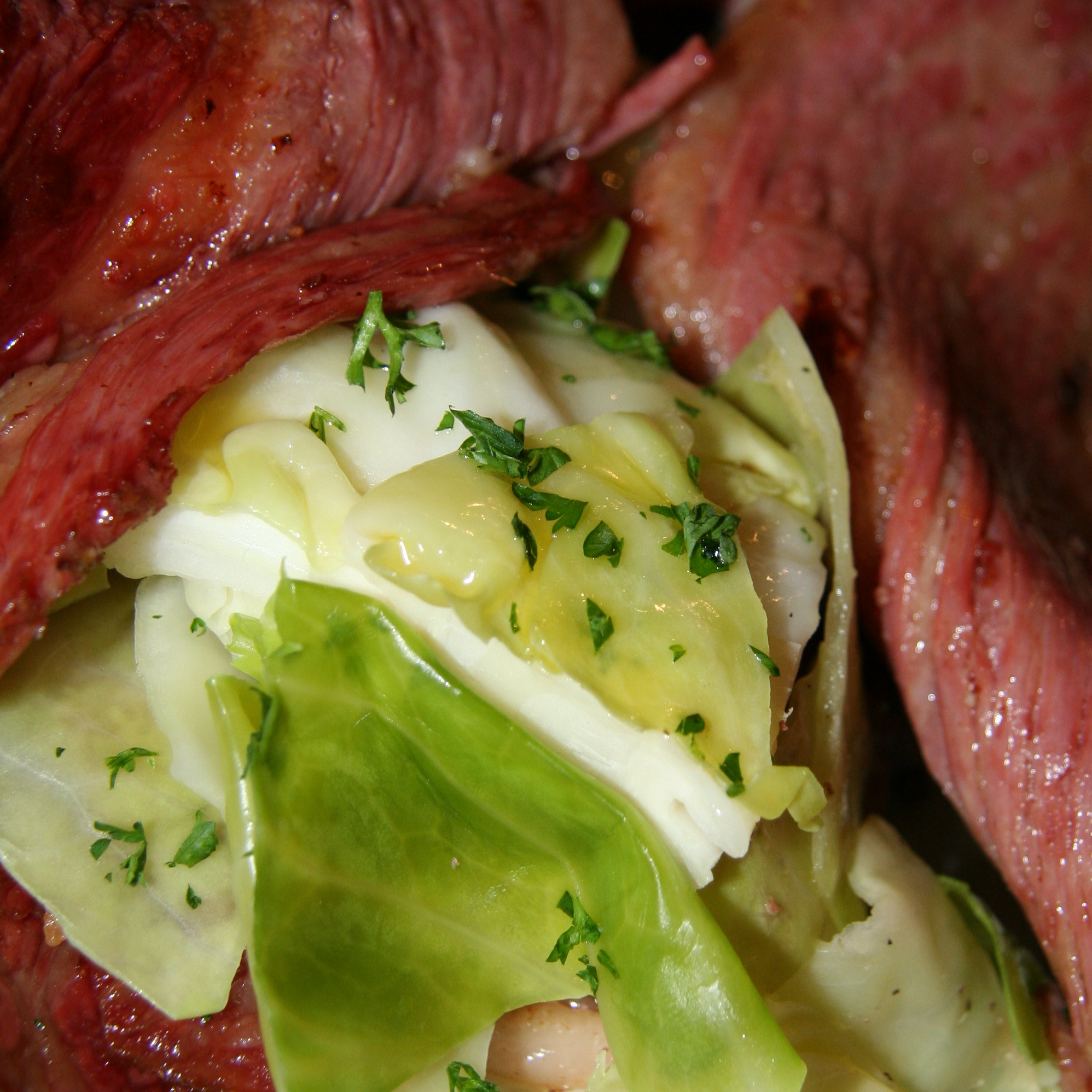
Corned beef and cabbage

| - almáspite - biscuits and gravy – pogácsák húsmártással - burrito - torta - egytálételek - főtt csirkehúsgombócokkal (chicken and dumplings) - chicken-fried steak – rántott marhaszelet - csirkehúsleves - chili con carne - chili mac – chili con carne makarónitésztával - amerikai csokis keksz – csokoládécseppekkel készült kerek kekszféleség - chowderek: kagylóból, rákból, kukoricából vagy más összetevőkből - dobozos fűszeres marhahús káposztával (corned beef and cabbage) - cornbread – vastag kukoricalepény - sült hasábburgonya - rántott csirke - hotdish – sült egytálétel, melyhez különféle dobozos, konzerves hozzávalókat használnak fel és egyszerre sütik össze őket. | - green bean casserole – zöldbabos egytálétel - cupcake - sajtos melegszendvics paradicsomlevessel - kukoricamálé (grits) - jégkrém - lasagne - sajtos makaróni (mac and cheese) - burgonyapüré - fasírt - mogyoróvaj - pizza - pepperoni roll – szalámival töltött kenyérke - pot roast – hosszan párolt, majd lesütött marhahús - vörös vesebabos ragu rizzsel (red beans and rice) - tamale pie – kukoricalisztből készült pite, a tölteléke a Tamalehez haszonló - tuna casserole – tésztával vagy rizzsel készített, tonhalas egytálétel |

### Anglia
| - baconös szendvics (bacon butty) - sült kolbász burgonyapürével (bangers and mash) - sajtos karfiol - csirke tikka masala - cornwalli hasé (Cornish pasty) − hússal, zöldséggel vagy burgonyával töltött, sült tészta - shepherd’s pie − darált hús burgonyapürén - sodó - curry – indiai ízvilágú ragu rizzsel tálalva - tükörtojás sült hasábburgonyával - egg and soldiers – pirítós ujjnyi szeletekre („katonákra”) vágva, lágytojásba mártogatva - fish and chips - gyümölcsös morzsasütemény - angol reggeli - birkahúsos rakott burgonya (Lancashire hotpot) - piték - sajtos pite burgonyával vagy más sós hozzávalóval - halas pite - sertéshúsos pite - steak and kidney pie – tésztában sült darált hús és vese - burgonyaételek - héjában sült burgonya - burgonyapüré | - pudingok és puddingok - vajaskenyeres felfújt (bread and butter pudding) - jam roly-poly – marhafaggyúból és lisztből készült pudding, amelyet kinyújtanak, lekvárt kennek rá és feltekerik - rizspuding - spotted dick – szárított gyümölcsös, mazsolás, gőzölt pudding - sticky toffee pudding − datolyás, tejkaramellás piskóta - treacle pudding – melaszszirupos gőzölt piskóta - sült húsok - Scotch egg – főtt tojás kolbászhúsba tekerve és megsütve - Levesek és raguk - marhahúsos ragu gombóccal - cock-a-leekie – póréhagymás csirkehúsleves - lobscouse vagy lobscows – vagdalt húsos ragu - stottie cake – lapos kenyérféleség - toad in the hole – Yorkshire pudding tésztájában sütött kolbászok - pirítós - sült bab pirítóson - Welsh rarebit – sajtalapú szósz pirítóson - melegszendvics - Yorkshire pudding |

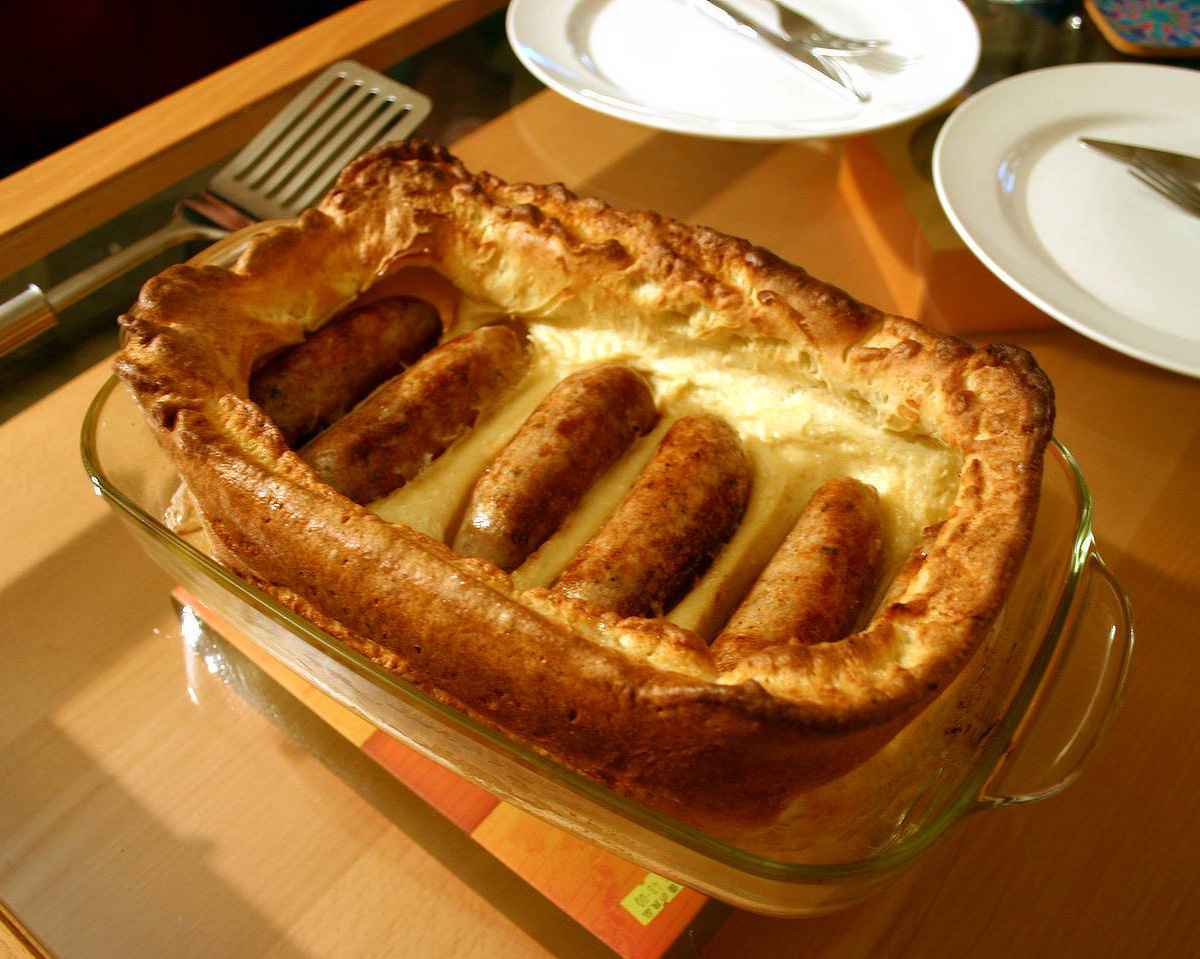
Toad in the hole

### Ausztrália, Új-Zéland és Dél-Afrika

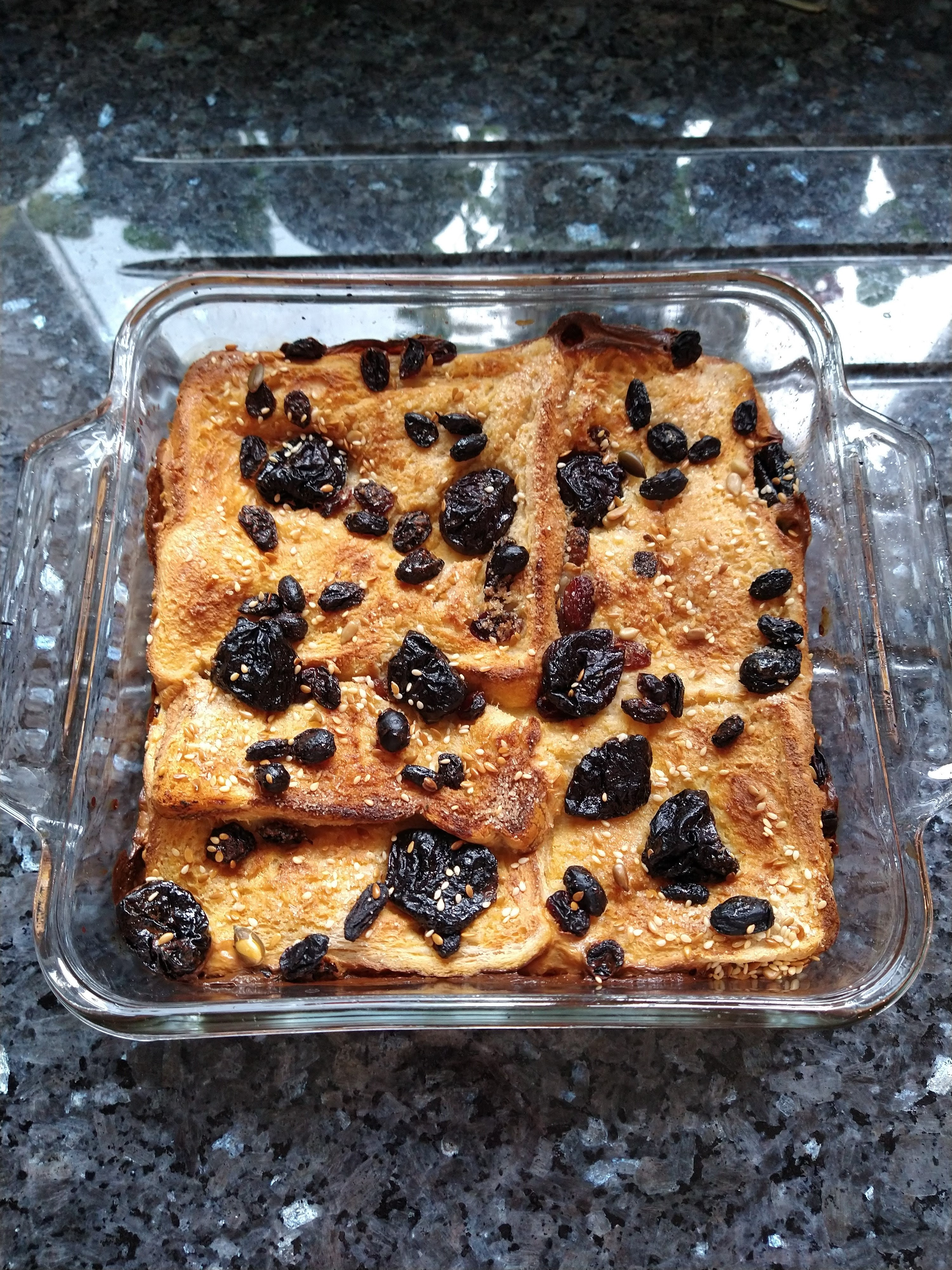
Vajaskenyeres felfújt

| - Dinsztelt báránylábszár - vajaskenyeres felfújt (bread and butter pudding) - vajkaramellás, tésztában sült alma (butterscotch apple dumplings) - csirkehúsleves - cukorszirupos pikelet - mézes zabszeletek (honey and oat slices) - hot chips - kókuszkocka (lamington) - burgonyapüré - húsos hasé - borsóleves sonkával - pie floater (húsos hasé zöldborsólevesben) | - zabkása barnacukorral vagy mézzel, joghurttal, diófélékkel és gyümölcsökkel - tepsiben sütött burgonyaszeletek - sütőtökkrémleves - rizssodó - sült hús (marhahús, csirkehús vagy sertéshús tepertővel) - sült kolbász burgonyapürével (bangers and mash) - virslis táska (sausage roll) - shepherd’s pie (pásztorpite, darált hús és burgonyapüré) - spagetti - steak and kidney pie (tésztában sült darált hús és vese) - ragacsos datolyapuding - vegemite vagy marmite pirítóson |

### Dél-Korea

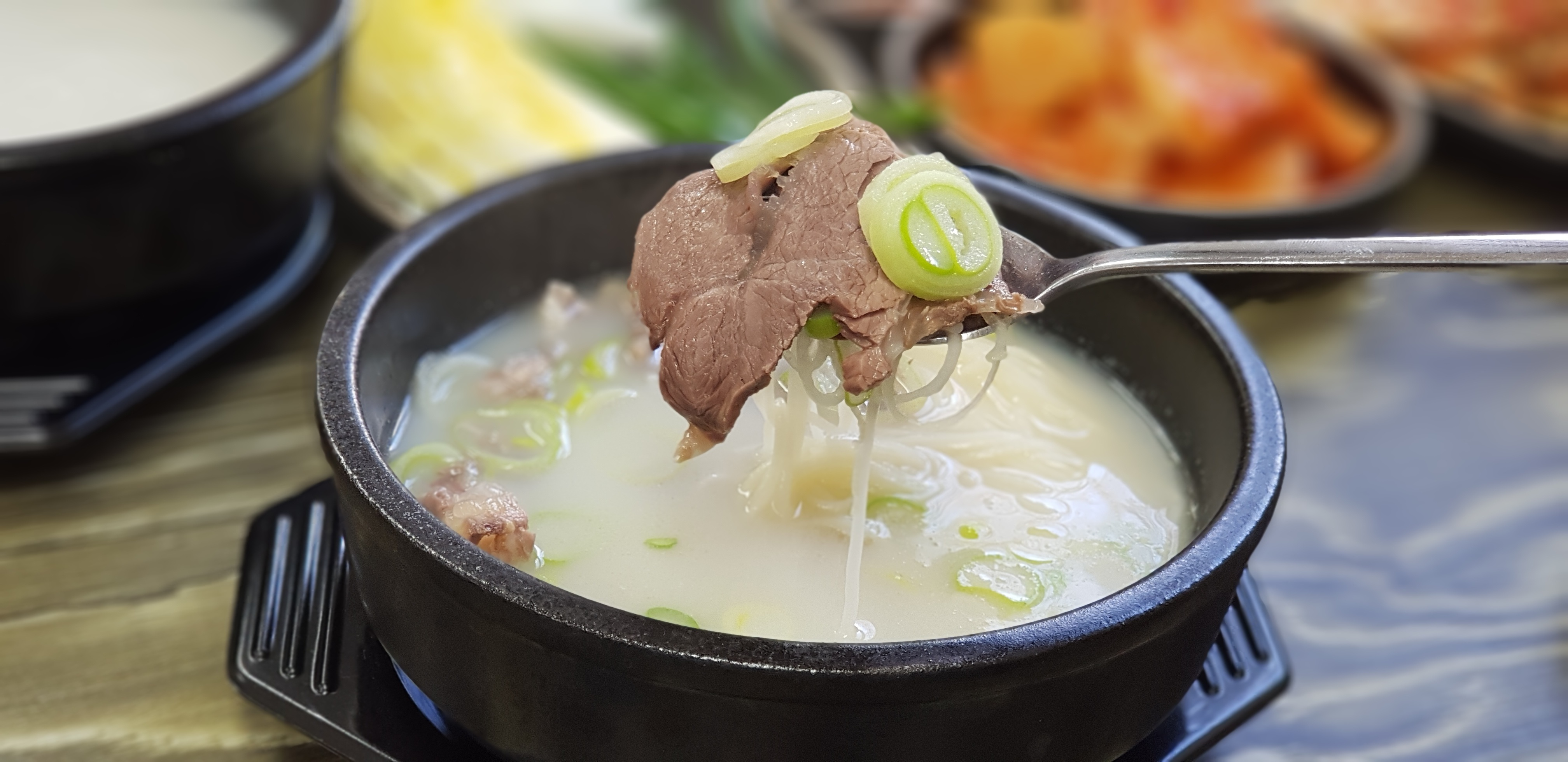
Szollongthang

- ttokpokki – rizsrudacskák csiliszószban[48]
- Shin Ramyun – Nongshim márkájú instant tészta[48]
- kimbap – hússal és zöldségekkel töltött rizstekercs szárított algalapokba tekerve[48]
- szamgjopszal – sült hassalja szalonna[49]
- mandu – töltött tésztagombócok[49]
- levesek és raguk
  - kimcshi ccsige – kimcshivel készült ragu[48]
  - hedzsangguk –  marhahúsleves zöldségekkel[48]
  - szundubu ccsige – tofus ragu[48]
  - szollongthang – marhacsontleves[48]
  - pude ccsige – „laktanyaragu”; darált sertéshús, Spam, virsli, ttok (rizssütemény), gomba, rámentészta, tofu és kimcshi felhasználásával[50][49]
  - khalgukszu – házi tésztával készült leves[49]

### Egyiptom

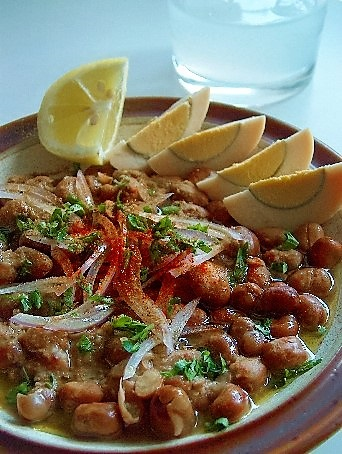
Fúl mudammasz főtt tojással tálalva

- baszbúsza (basbousa) – grízsütemény édes sziruppal leöntve
- falafel[51]
- fatta (fatteh) – húsleves főtt rizzsel tálalva, ropogós lepénnyel, fokhagymás szósszal[52]
- fúl mudammasz (ful medames) – lóbabból készült fűszeres ragu[53][54]
- havávsi (hawawshi) – hússal töltött pita[55]
- kosari (koshari) – rizses, makarónis, zöldséges egytálétel[56]
- besameles makaróni (macarona béchamel) – darált húsos, makarónis sült egytálétel besamelel[57]
- szahlab (sahlab) – a kosbor gumójából őrült lisztből készült téli ital[58]
- mulúhijja (mulukhiyah) – A jutafélékhez tartozó Corchorus olitorius leveléből készült leves vagy ragu[59][60]
- umm Ali (Om Ali) – darabokra tépett cukrászsütemény tejjel, diófélékkel, kókuszpehellyel, tejszínnel vagy vajjal, sütőben összesütve[61]

### Franciaország

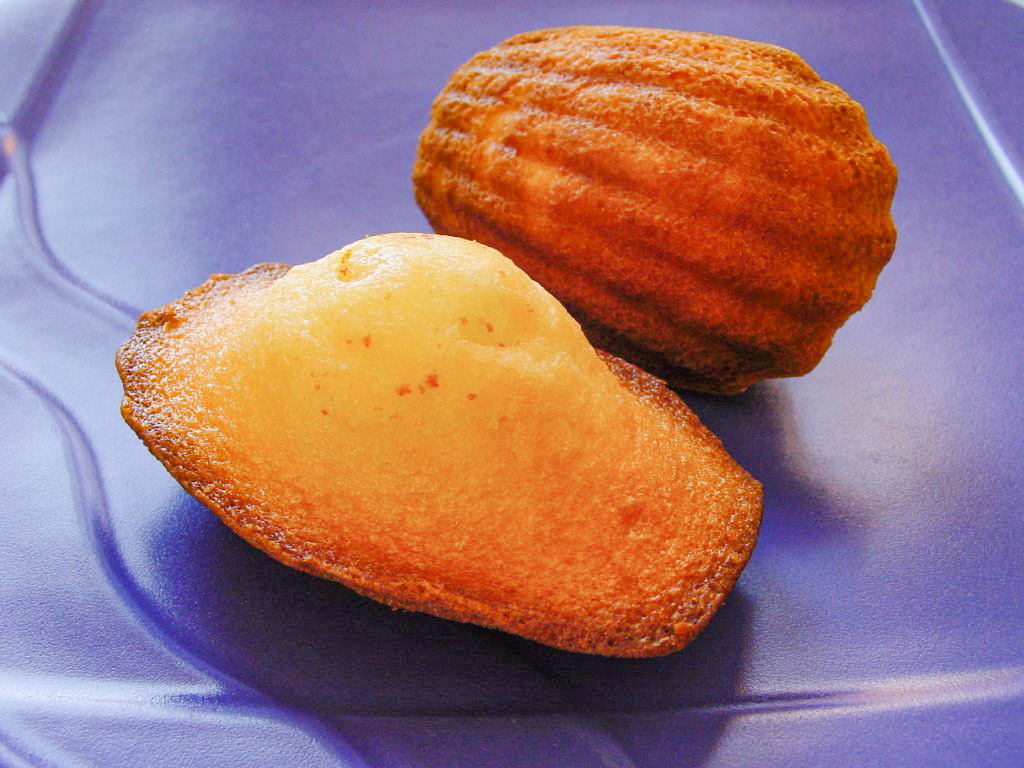
Madeleine

- crème caramel – tejsodó karamellöntettel[62]
- francia hagymaleves[62]
- francia rakott burgonya (gratin dauphinois) – rakott burgonya tejszínnel[21]
- pâté – húskrém[62]
- pot-au-feu – egytálétel marhahúsból és zöldségekből[63]
- töltött paradicsom (tomates farcies)
- madeleine – kagyló formájú édes aprósütemény[64]

### Fülöp-szigetek

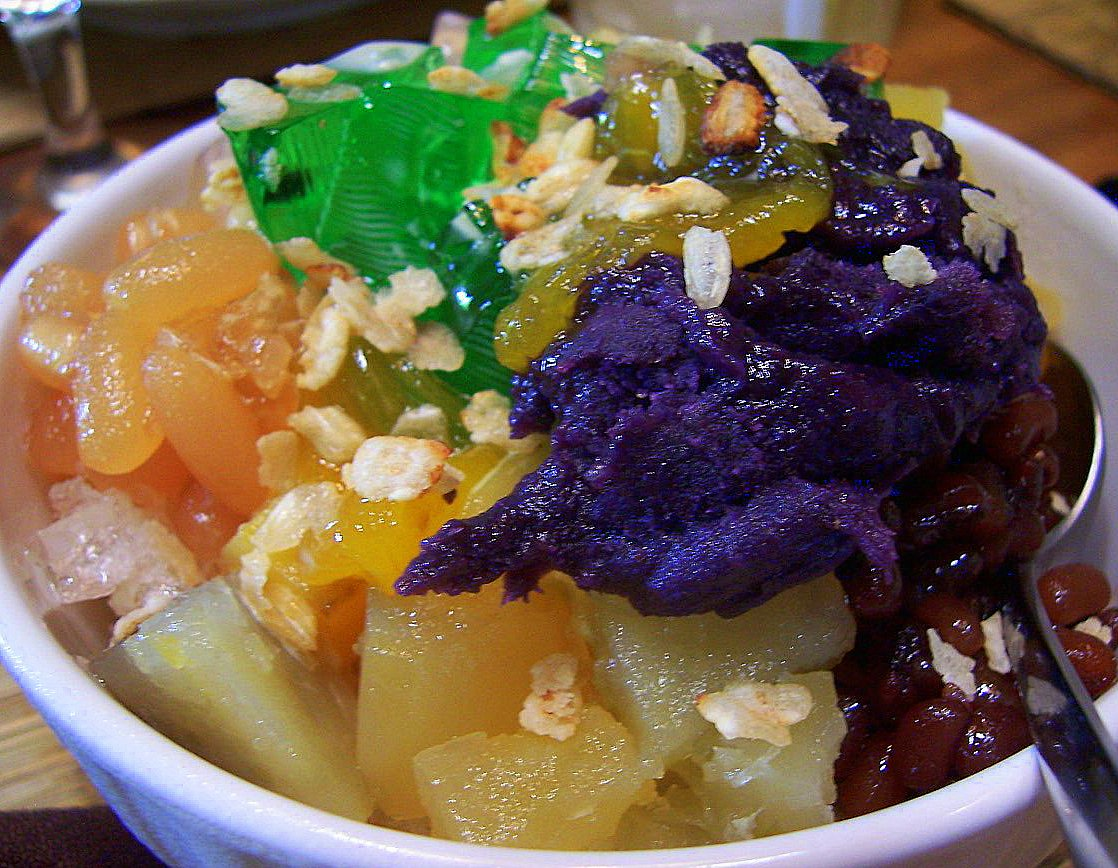
Halo-halo

| - adobo – sós, ecetes lében pácolt húsból készült ragu, számos változata létezik. - arroz caldo / lugaw – sűrű, különféle ízesítésű sós rizskása, népszerű reggelire, és betegségek esetén - batchoy – húsleves tésztával - filippínó spagetti – bolognai spagetti-variáció édes paradicsomszósszal - ginataan – Kókuszkrémből készült édes leves cukrozott banánnal, ragacsosrizs-golyókkal, tápiókagyöngyökkel, taróval és jackfruittal. - bulalo – marhacsontvelő-leves - champorado – csokoládés rizspuding, néha sósan tálalva - dinuguan - sertésvérből és belsőségekből készült ragu - halo-halo – desszert, zúzott jéggel, gyümölcsökkel, sűrített tejjel, fagylalttal és crème caramellel - kare-kare – A stew of ox tripe and oxtail in a peanut sauce. It is regarded as a local variant of Indian curry. - lumpia – tavaszi tekercs frissen vagy sütve, zöldségekkel és/vagy hússal töltve | - lomi – vastag, tojásos tésztából készült leves - pancit – sült vagy keverve pirított tésztaféleség, melyet gyakran szolgálnak fel születésnapokon - puto – gőzölt rizssütemény - sinampalukan - savanyú, tamarind-alapú csirkeleves - sinigang – savanyú levesek összefoglaló neve, melyek többféle hőst, zöldséget és savanyító adalékot tartalmazhatnak - sopas - krémes leves (általában csirkehúsból), szarvacskatésztával - suman – kókusztejben főzött ragacsos rizsből készült rizssütemény - tsokolate – őrölt, pörkölt kakaóbabpasztából tejjel vagy vízzel készített forrócsoki-ital |

### Görögország

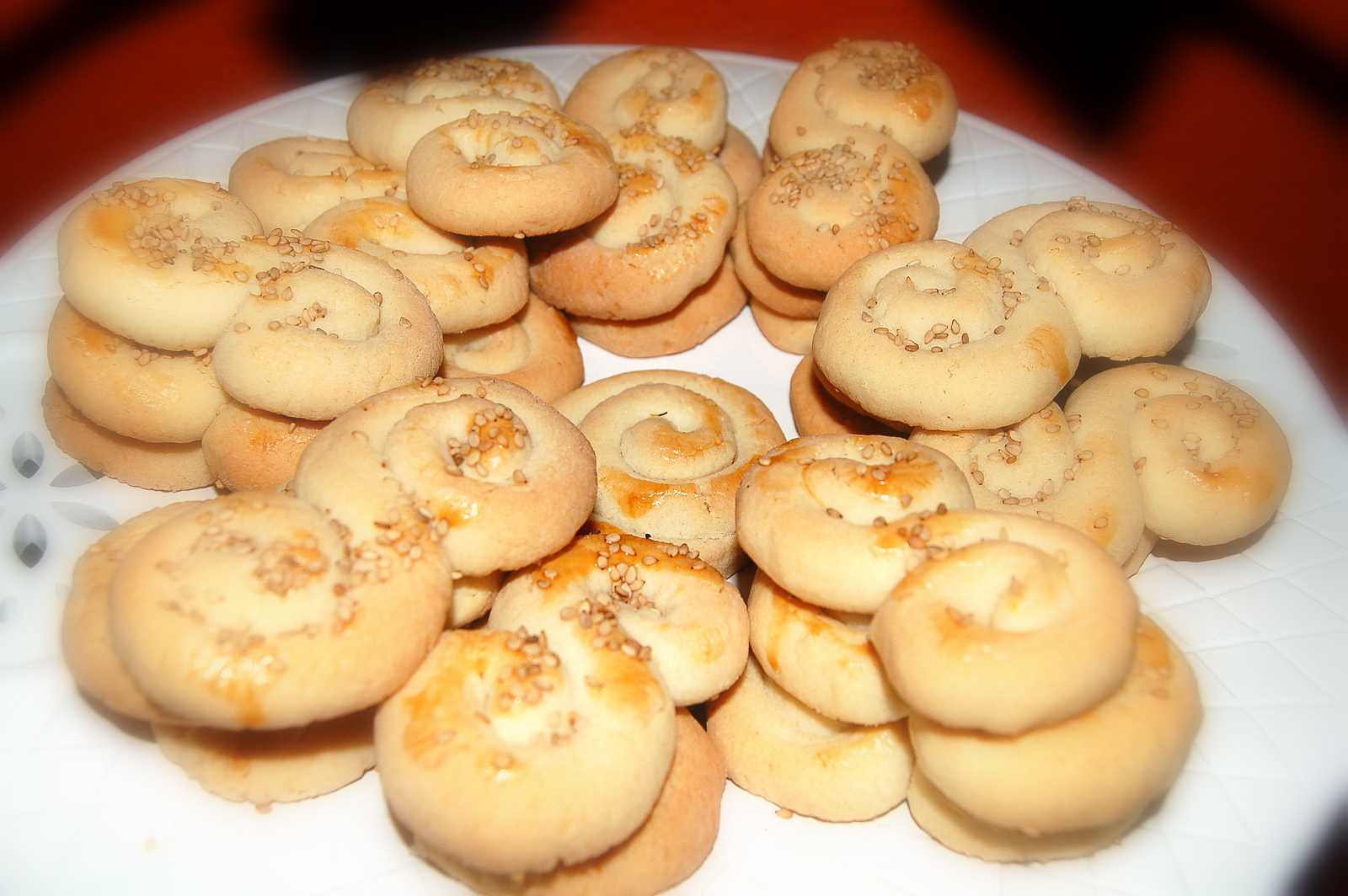
Kuluráki

- pasztício – besameles rakott makaróni[78]
- gemiszta – töltött zöldségek[79]
- gírosz[80]
- keftedaki – fasírt[79]
- kuluráki – aprósütemény[79]
- muszaka[80]
- szuvláki[80]

### Hongkong
- sült sertésszelet rizzsel[81]

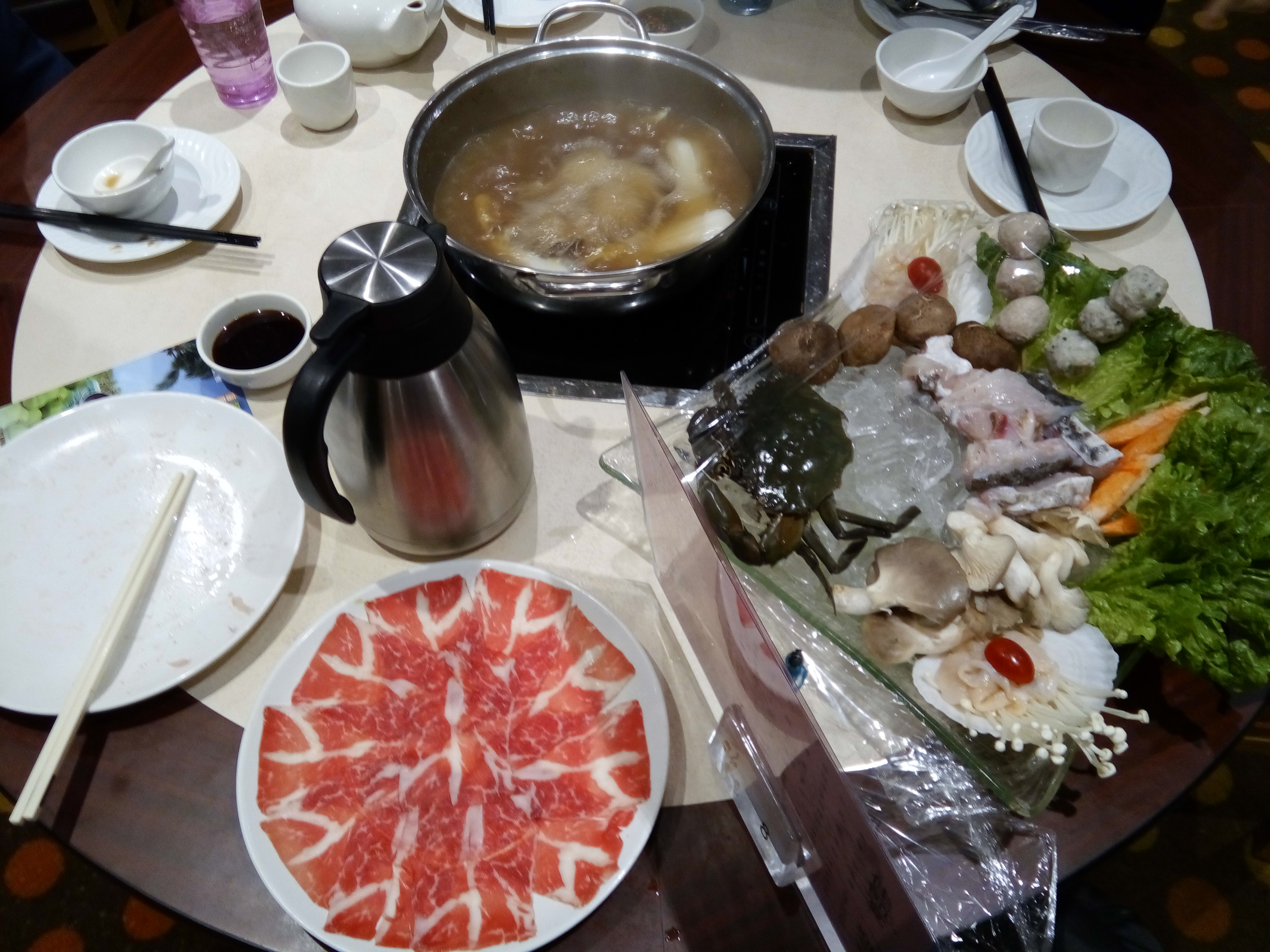
Hot pot marhahússal

- standos tészta (cart noodle) – à la carte tésztaétel, melyet hagyományosan mozgóstandokon árultak[82]
- cháchántheng (cha chaan teng) – hongkongi étkezdetípus, ahol comfortfood-féleségeket szolgálnak fel[83]
- tím szam (dim sum)[84]
- egg tart – tojáskrémmel töltött kosárka[85]
- hot pot[86]
- makaróni levesben[87]
- ananászzsemle (pineapple bun) – ananász alakú péksütemény[87]
- pútcaj kou (put chai ko) – pudingféleség
- szíu méj (siu mei), chá szíu (char siu) – nyílt lángon sült húsok[87]

### India

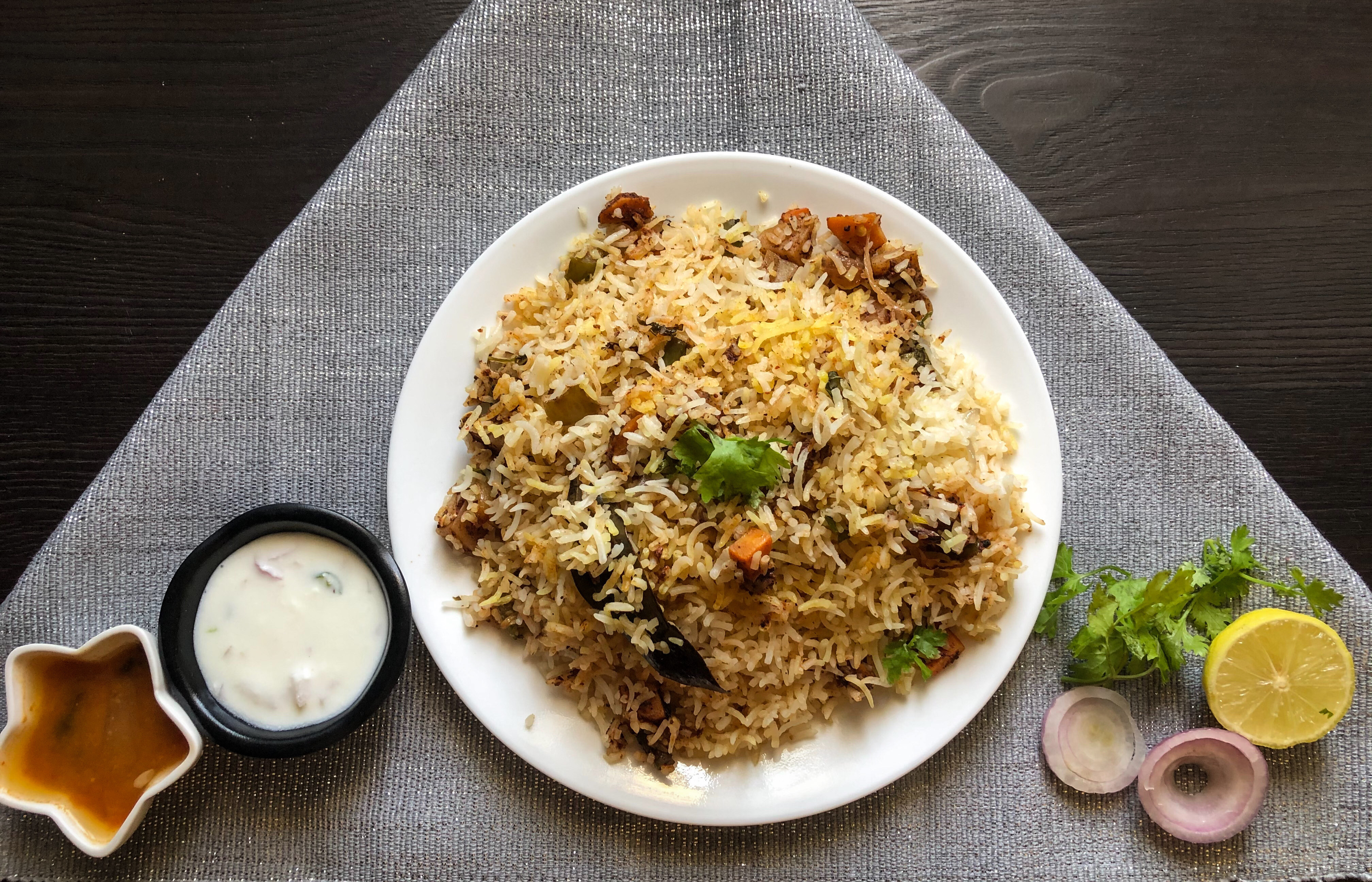
Birjáni

- birjáni (biryani) – indiai rizses hús[88]
- csát (chaat) – különféle falatoznivaló ételek összefoglaló neve[89]
- dhí csával (curd rice) – joghurttal kevert rizs[89][90]
- cutlet (hindiül: katalet) – hús- vagy zöldségpogácsa[91]
- kacsauri (kachori) – olajban sült tészta, töltött vagy töltetlen[92]
- karhi csával (kadhi chawal) – joghurtos, currys rizs[90]
- szamosza (samosa)– olajban sült, töltött tészta[93]
- puri – olajban sült lepénykék[94]
- mászala dosza (masala dosa) – rizspalacsinta üresen vagy burgonyával és hagymával töltve[95]
- khicsari (khichdi) – rizsből és lencséből készült egytálétel[89]
- rádzsama csával (Rajma chawal) – babos rizs[89]

### Indonézia

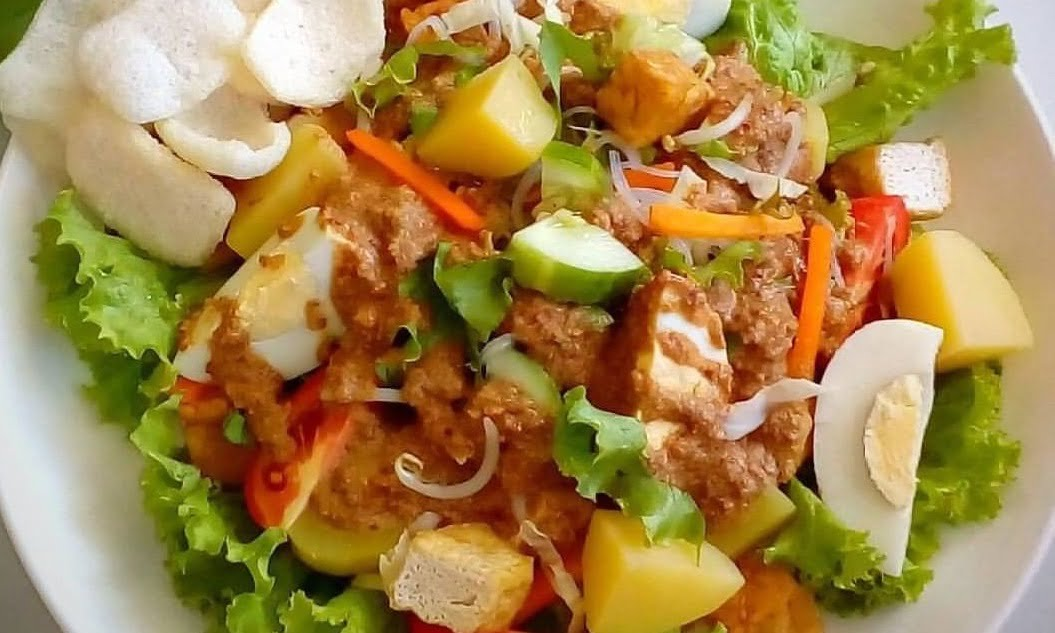
Gado-gado saláta

- bakmi vagy mie ayam – tészta (mi) sertéshússal (bak) vagy csirkehússal (ayam)[96]
- bakso – húsgombócleves[97][98][99]
- bubur ayam – csirkés kása[97]
- gado-gado – saláta zöldségekkel, tempehvel, tojással, mogyorós szószban[100]
- Indomie mi goreng – sült tésztaféleség[97][101]
- nasi goreng – sült, rizses egytálétel[99]
- nasi tim – gőzölt, csirkés, rizses egytálétel[102][103]
- sayur sop vagy sup ayam – leves zöldségekkel és csirkehússal[104]
- sate – nyársra húzott, sült hús, szósszal[99]
- soto ayam – csípős csirkeleves[97][105]

### Japán

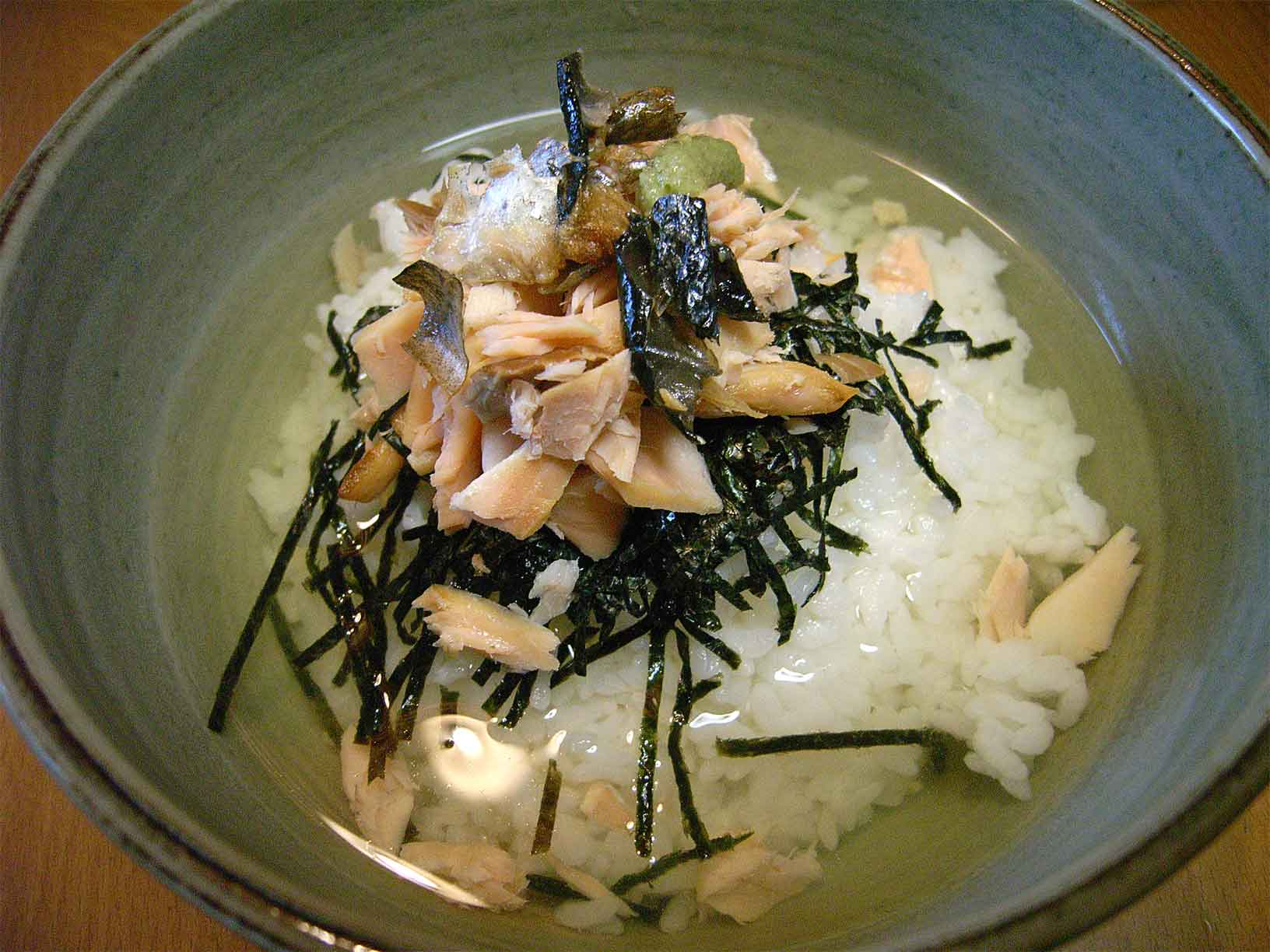
Csazuke

- kare raiszu – zöldségek (néha hús is) curryszószban, rizzsel[106]
- csazuke/ocsazuke – rizs zöld teában[107][108][109]
- miszoleves – miszo felhasználásával készült leves[107]
- mocsi – rizssütemény[109]
- onigiri – rizsgolyók töltetlenül vagy töltelékkel[107][109]
- rámen – leves tésztával[109][110]
- takojaki – polippal készült tésztalabdácskák[109]
- tempura – bundázott, olajban sütött zöldségek vagy húsdarabok[107][109]
- udon – leves vastag tésztával[107][109]

### Lengyelország

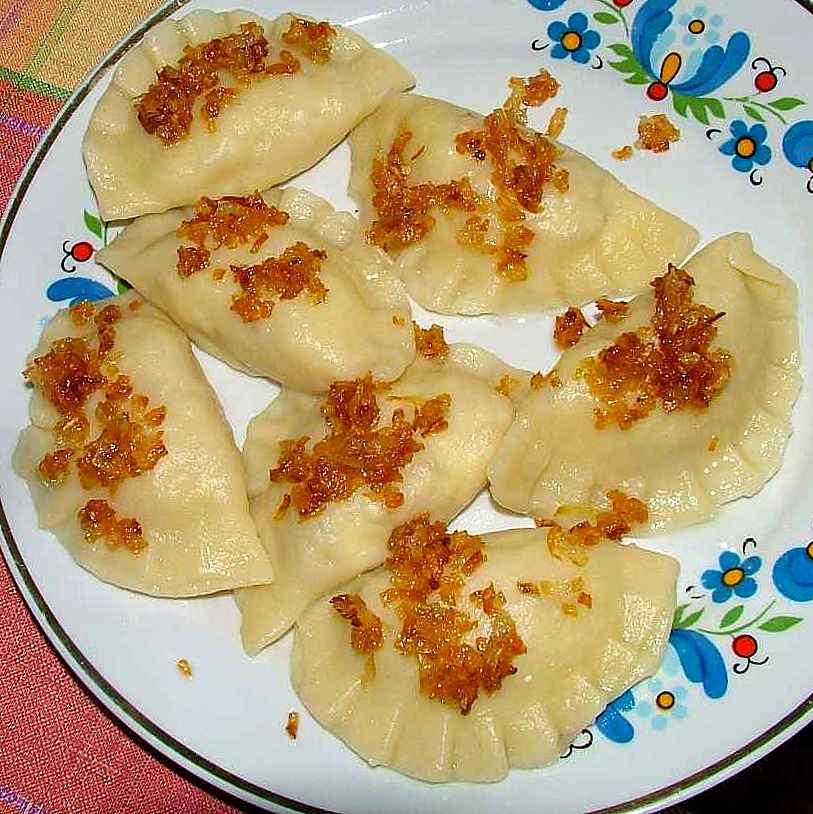
Pierogi

| - bigos – székelykáposztához hasonló étel - barszcz z uszkami – céklaleves gombás töltött tésztával - gulasz – gulyás - kapuśniak – savanyúkáposzta-leves - rosół – csirkeleves vékony tésztával - zupa grzybowa – vadgomba-leves - zupa ogórkowa – savanyú uborkaleves - zupa pomidorowa – paradicsomleves rizzsel és tésztával - zupa szczawiowa – sóskaleves főtt tojással - żurek – fermentált rozslisztből készült leves - kotlet schabowy – rántott hús | - golonka – abált sertéscsülök - kopytka – burgonyanudli - łazanki – nagy méretű tésztadarabok savanyúkáposztával - makaron ze śmietaną i truskawkami – főtt tészta tejszínnel és eperrel - naleśniki z twarogiem – túrós palacsinta - pierogi – töltött tészta - placki ziemniaczane – tócsni - sernik – cheesecake - śledź w oleju – pácolt hering - zapiekanka – melegszendvics |

### Magyarország

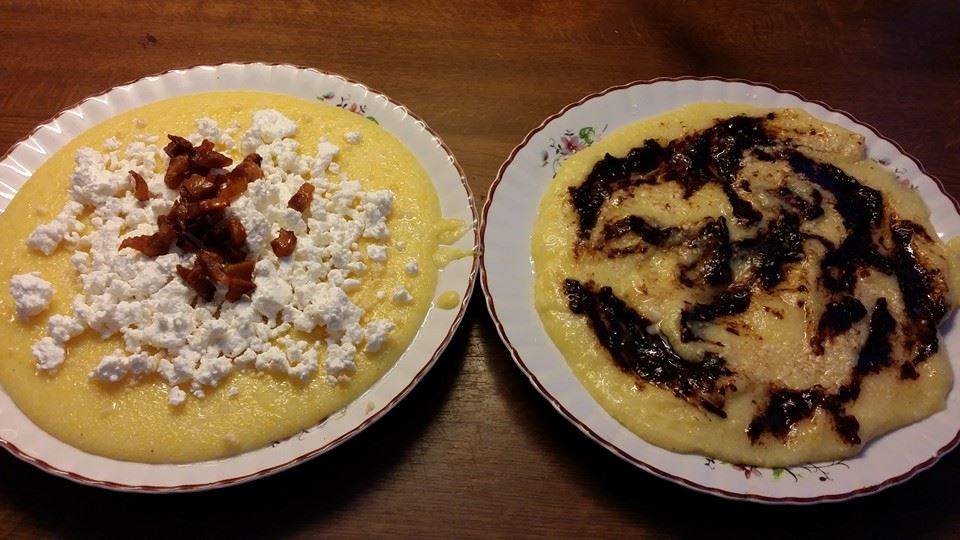
Túrós-szalonnás és lekváros puliszka Szabolcs vármegyéből

- aranygaluska[6][1]
- gulyásleves[1]
- húsleves[6][1]
- lángos[117]
- madártej[6]
- paprikás csirke[6][1]
- paprikás krumpli[117]
- pörkölt[1]
- puliszka[6]
- rántott hús[1]
- tejbegríz[6]
- tojásos nokedli[6]

### Németország

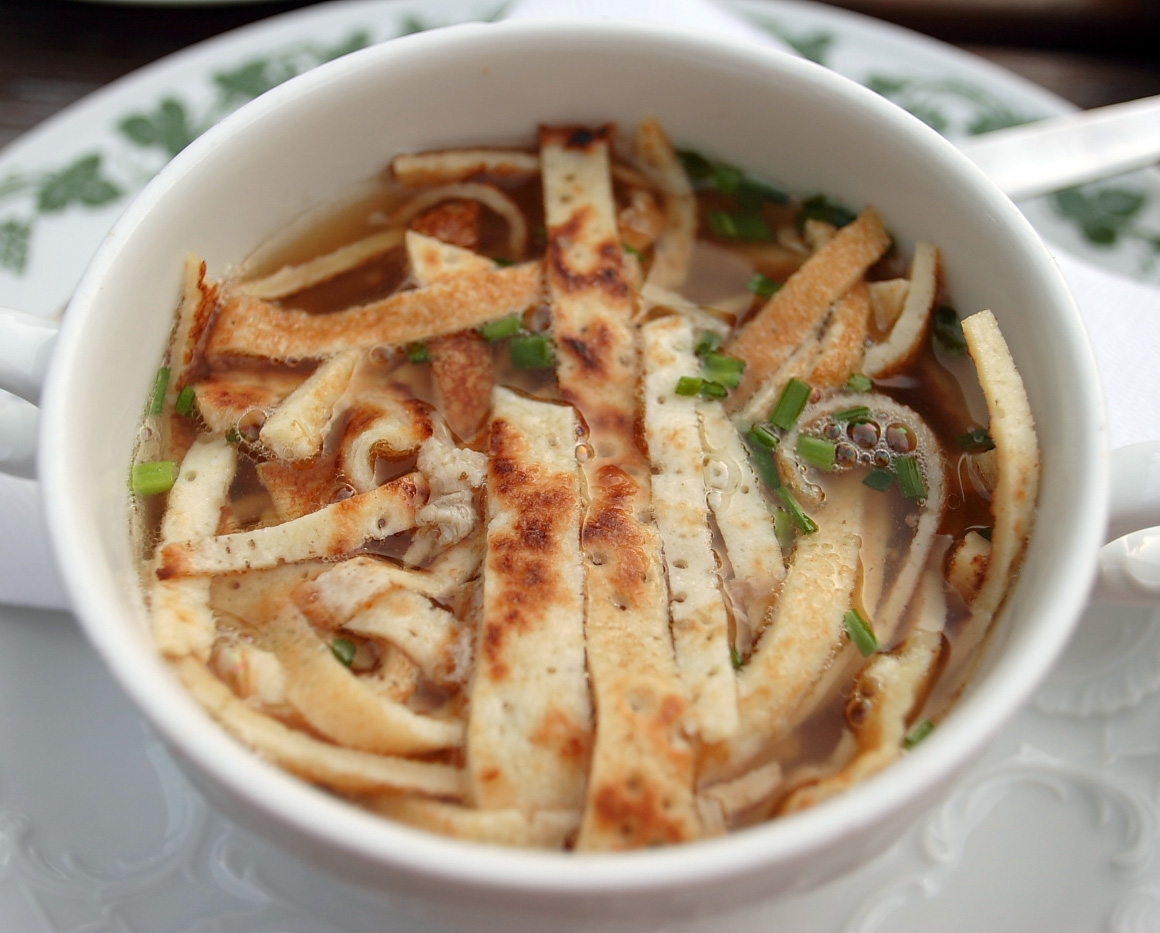
Flädlesuppe

- currywurst – sült kolbász currys ketchuppal, sültkrumplival[118]
- flädlesuppe – palacsintatészta levesben[119]
- kartoffelpuffer – tócsni[119]
- käsespätzle – sajtos nokedli[119][118]
- klöße vagy knödel – gombócféleségek[119][118]
- kohlroulade – töltött káposzta[119]
- maultasche – húsos, gombás derelye[119]
- rindsroulade – töltött marhahússzeletek[119]
- sauerbraten – ecetes, párolt marhasült[119]
- schnitzel – rántott hússzeletek[118]

### Olaszország
- bruschetta[120]
- cacciucco – halragu[120]

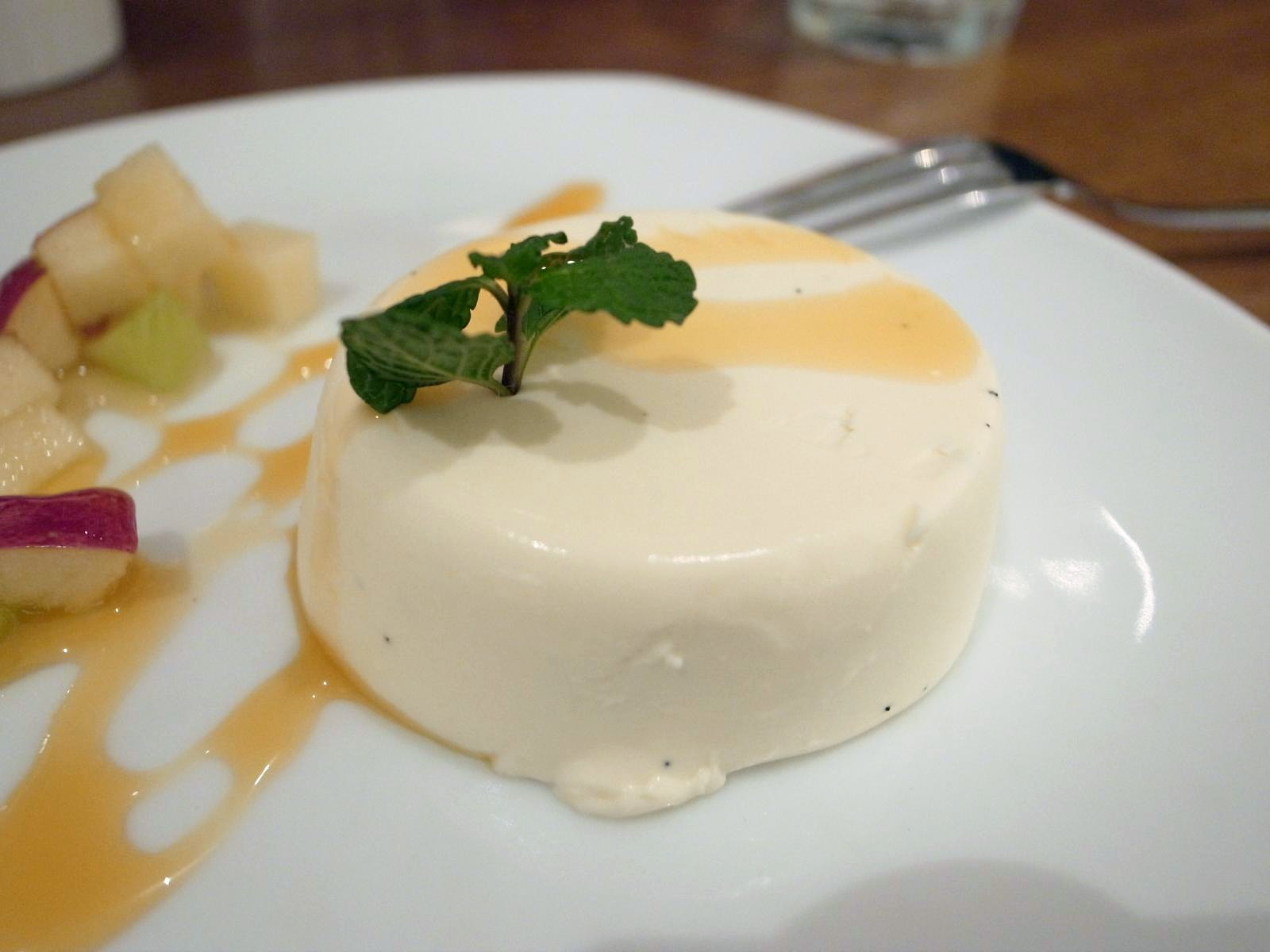
Panna cotta

- crostini – kis pirítós feltétekkel[120]
- gnocchi[121][120]
- lasagne[122][123]
- pasta all'amatriciana – tészta guancialéval (érlelt tokaszalonna), paradicsomos mártással és pecorino sajttal[124][120]
- pasta alla carbonara – tojásos, szalonnás, sajtos tészta[120][* 2]
- Nutella[126]
- panna cotta – tejszínes édesség zselatinnal[120]
- pizza[120]
- porchetta – csont nélküli sült sertéshús[120]
- rizottó[120]

### Oroszország
- blini – palacsinta[127]
- borscs – céklaleves[127]

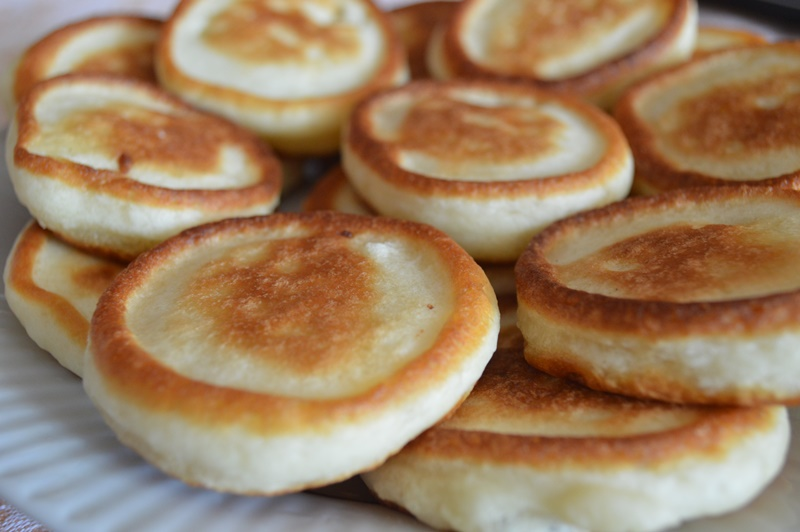
Olagyi

- orosz heringsaláta – szeljodka pod suboj, „hering suba alatt”[128]
- golubci – töltött káposzta[21][127]
- kasa – hajdinakása[127]
- kotleti – fasírt[127]
- olagyi – apró, vastag palacsinta[129]
- orosz hússaláta[127]
- pelmenyi – meat-filled dumpling[127]
- pirozski – töltött péksütemény[127]
- szoljanka – savanyított leves[130]
- szirnyiki – túrólepényke[129]

### Spanyolország
- castañas asadas – sült gesztenye[131]

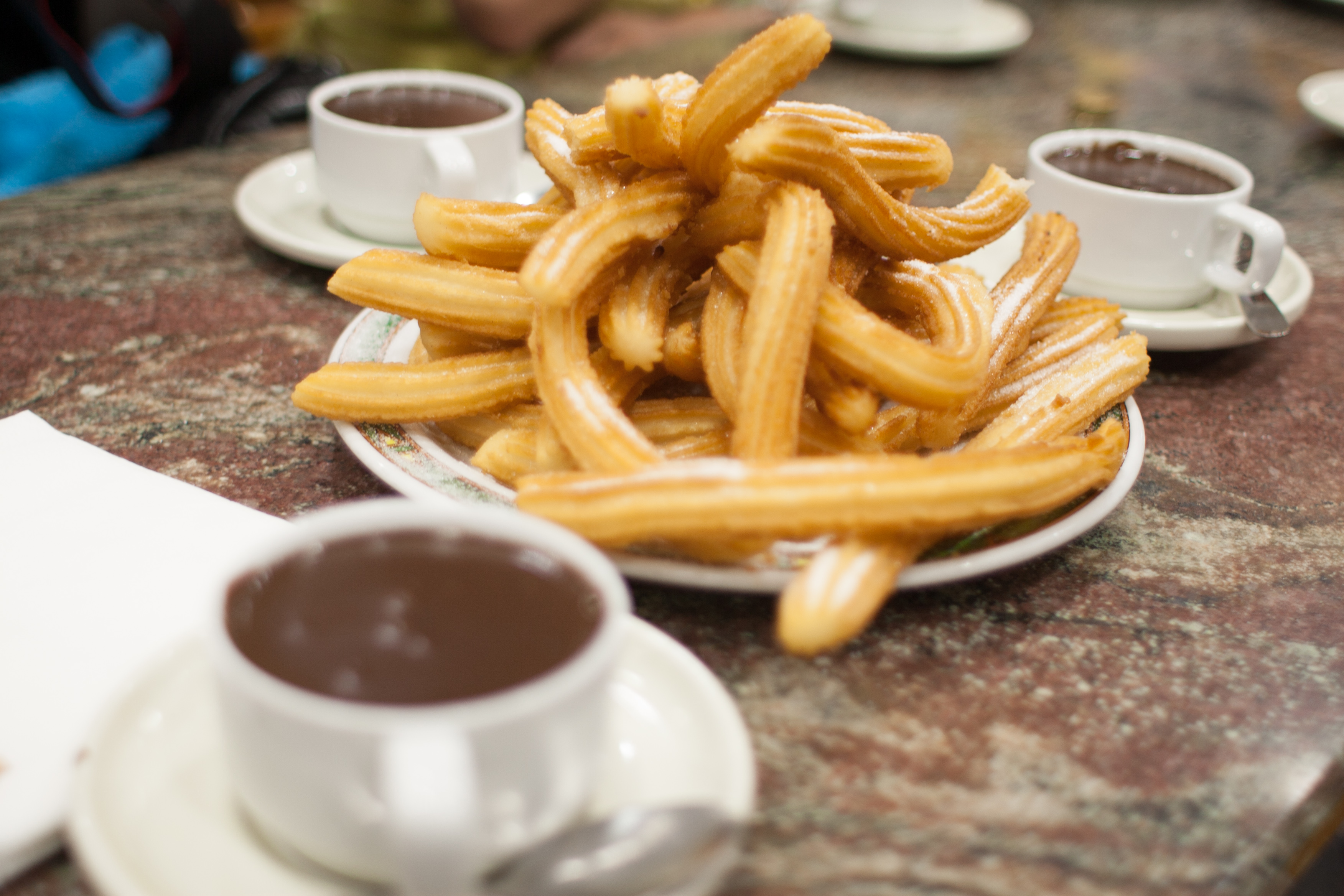
Chocolate con churros

- chocolate con churros – forró csokoládéital churroval[132]
- jamón serrano – serrano sonka[131]
- paella – rizses egytálétel[133]
- sobao – édes péksütemény[131]
- különféle raguk, például cocido madrileño (madridi ragu)[134]
- tarta de Santiago – mandulás sütemény[133]
- torreznos – szalonna[131]
- tortilla española vagy tortilla de patata – hagymás, burgonyás omlett[133][135]

### Törökország

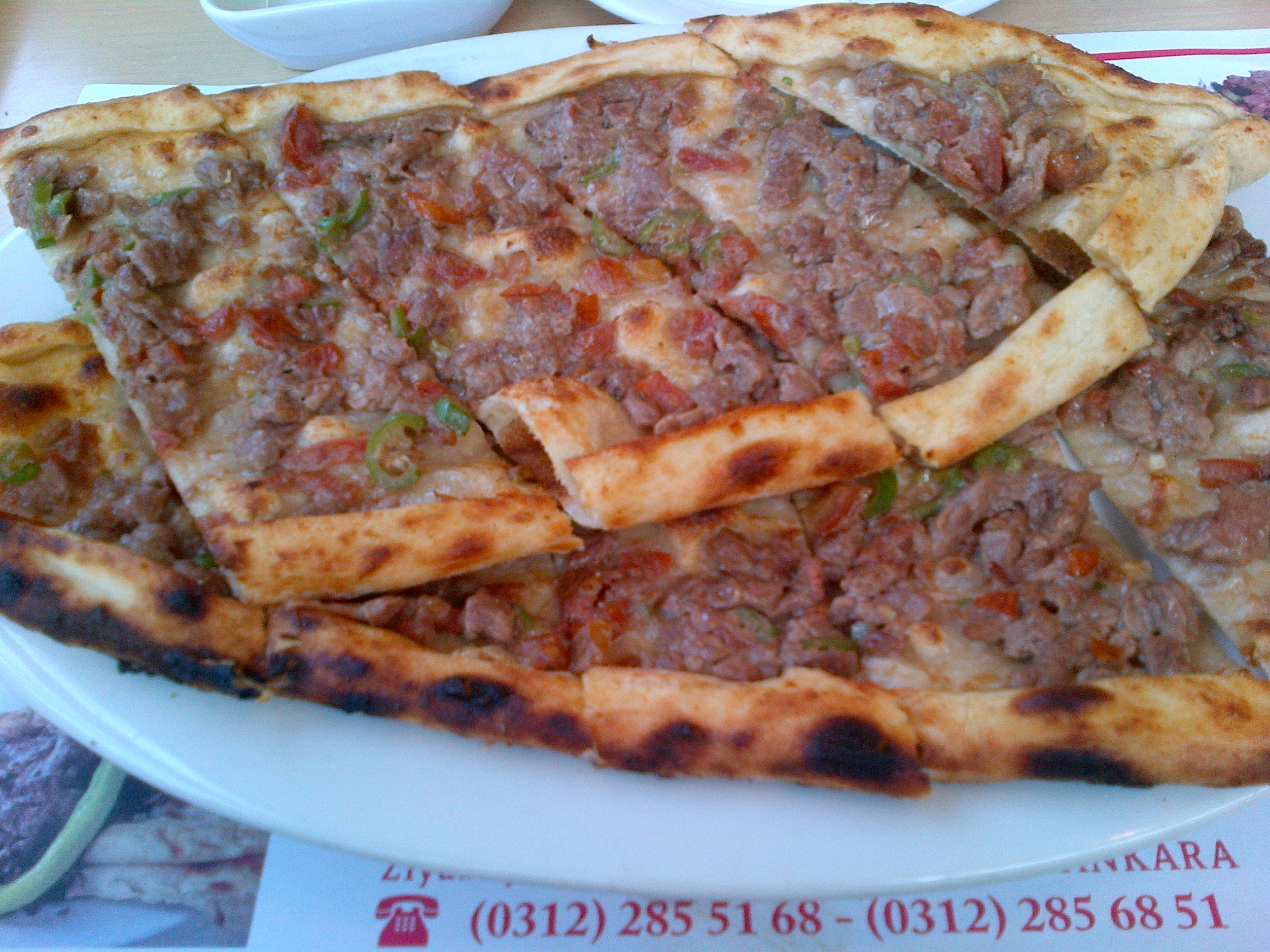
Pide

- mantı – fűszeres hússal töltött apró gombócok[136][137][138]
- kuru fasulye – paradicsomos babragu[21][138][139]
- pilav – rizs apró, rizsszem alakú tésztával[140]
- mercimek çorbası – lencseleves[141]
- börek – töltött péksütmény
- menemen – török „lecsó”[142]
- yaprak sarma – rizzsel és darált hússal töltött szőlőevél[138]
- gözleme – töltött lepény[138]
- lahmacun – török „pizza”; vékony tésztára halmozott fűszeres hús és zöldségek[139]
- pide – a lahmacunhoz hasonló töltelékű tészta, csónak formájú és valamivel vastagabb tésztájú[139]
- tarhanaleves[141]

## Fordítás
- Ez a szócikk részben vagy egészben  a   Comfort food című angol Wikipédia-szócikk fordításán alapul.  Az eredeti cikk szerkesztőit annak laptörténete sorolja fel. Ez a jelzés csupán a megfogalmazás eredetét és a szerzői jogokat jelzi, nem szolgál a cikkben szereplő információk forrásmegjelöléseként.